# 8257 Ендіченґ
8257 Ендіченґ (1982 HO1, 1987 YO5, 1993 VN8, 8257 Andycheng) — астероїд головного поясу, відкритий 28 квітня 1982 року.
Тіссеранів параметр щодо Юпітера — 3,629.